# Лукреция Кривели
Лукреция Кривели (на италиански: Lucrezia Crivelli; * 22 юли 1452, Милано, Миланско херцогство; † 12 април 1534, пак там или 27 май 1534, Кането сул'Ольо, Херцогство Мантуа) е метреса на миланския херцог Лудовико Мария Сфорца Мавъра и майка на Джовани Паоло I Сфорца – първи маркиз на Караваджо. Предполага се, че вероятно е изобразена на маслената картина „Прекрасната Ферониера“ на Леонардо да Винчи.

## Произход
Лукреция е дъщеря на Бернабо Кривели, служител в служба на роднините Кривели, докато брат ѝ Джовани Андреа е ректор на църквата „Свети Джовани“ в Борго Вико близо до Комо. Много от личните интереси на благородничката са съсредоточени върху Комо. Тя е братовчедка на графовете на Дормо, Ломело, господари на Нервиано и Галиате.

## Биография
Лукреция е придворна дама на Беатриче д’Есте, съпруга на херцог Лудовико Сфорца. През 1494 г. се омъжва за кремонезеца Джовани да Монастироло – камерхер на Бона Савойска. 
Преди 1497 г. става любовница на херцог Лудовико Сфорца и му ражда извънбрачен син на име Джовани Паоло (Джампаоло), който по-късно става първи маркиз на Караваджо (1532 – 1535), граф на Галиате (16 април 1533) и известен кондотиер на своето време, поставяйки началото на кадетския клон Сфорца-Караваджо. Връзката на Лудовико с Лукреция му създава много проблеми със съпругата му – културната и изискана Беатриче д’Есте, която безуспешно се опитва да прогони Лукреция от двора, но умира през 1497 г. на 21-годишна възраст след раждане.
Благодарение на връзката си с херцога Лукреция се радва на множество земи около Лаго ди Комо, които ѝ гарантират годишен доход от 1300 имперски лири.
Когато Лудовико Сфорца губи трона от френския крал Луи XII, Лукреция бяга за няколко години в крепостта на Кането близо до Мантуа под закрилата на маркграфинята на Мантуа Изабела д’Есте, по-голямата сестра на Беатриче д’Есте, подобно на предходната любовница на Лудовико – Чечилия Галерани. Благодарение на подкрепата на Изабела на Лукреция са върнати богатствата, подарени ѝ от Лудовико.
През 1500 г. Лукреция ражда и още едно дете от Лудовико – Изабела, наречена така вероятно в знак на благодарност към подкрепата на Изабела д’Есте. Изабела се омъжва за графа на Сан Джовани ин Кроче Франческо Каминати Бергамини.
След като овдовява, през 1500 г. Лукреция се жени за Гаспаре дел Конте, но овдовява повторно през 1508 г.
Умира на 81-годишна възраст през пролетта на 1534 г. в крепостта на Кането.

## Лукреция Кривели в изкуството
От 1493 – 1495 г. датира предполагаемият неин маслен портрет, дело на Леонардо да Винчи, който носи френското заглавие Belle Ferronnière и който се съхранява в Лувъра в Париж. Към февруари 2019 г. се намира в Лувър Абу Даби и ще остане там за известно време като част от програма за обмен, предизвиквайки много противоречия в международния културен свят. Обосновката за идентифицирането на картината с Кривели се основава предимно на по-ранното изображение на Леонардо Да Винчи на предходната любовница на Лудовико Сфорца – Чечилия Галерани (1473 – 1536) в картината „Дамата с хермелина“. На изложбата „Леонардо да Винчи: Художник в Миланския двор“ (на англ. Leonardo Da Vinci: Painter at the Court of Milan), проведена от (9 ноември 2011 до 5 февруари 2012 г. в Националната галерия в Лондон, картината е представена като възможен портрет на Беатриче д’Есте – съпругата на Лудовико Сфорца. Според друга хипотеза това е портрет на Чечилия Галерани. Адолфо Вентури през 1933 г. предполага, а е и установено, че Лукреция Кривели изобщо не е Belle Ferronnière. През последните години оригиналният образ на Лукреция Кривели, дело на Леонардо да Винчи, който се съхранява в семейството ѝ от векове, е показан на обществеността веднъж на важна изложба в Историческия музей на Шпайер, Германия (19 юни – 19 ноември 1995 г.). Поразителните елементи на истинското изображение на Кривели се откриват в изследването на Pinin Barcillon Brambilla (реставраторът на „Тайната вечеря“), който установява, че някои пигменти са еднакви с тези на стенописа „Тайната вечеря“ на Леонардо.

## Брак и потомство
Омъжва се два пъти:
1. ∞ април 1494 за Джовани Андреа Монастироло от Кремона († до юли 1500), придворен на херцогиня Бона Савойска, надарен с недвижими имоти на стойност 1200 имперски лири, от когото ражда:
- Бона Монастироло ̈(* 1496, † ок. 1555) ̈, ∞ за Джовани Пиетро Карминати де Бергамини († сл. 1536), син на Чечилия Галерани, друга известна херцогска фаворитка, и на Лудовико Карминати де Брембила, и граф на Сан Джовани ин Кроче[1]

2. ∞ за Гаспаре дел Конте († 1508), син на Джовани Галеацо дел Конте, бивш кастелан на Кремона.
Има един извънбрачен син и една извънбрачна дъщеря от Лудовико Мария Сфорца Мавъра (* 27 юли 1451, Виджевано или 3 август 1452, Милано; † 27 май 1507, Замък Лош), херцог на Бари от 1479 г. и 7-и херцог на Милано от 1494 до 1499 г.:
- Джовани Паоло (Джампаоло) I Сфорца (* март 1497, Милано; † 13 декември 1535, Неапол), 1-ви маркиз на Караваджо (1532 – 1535), граф на Галиате (16 април 1533), известен кондотиер на своето време, от когото води началото си кадетският клон Сфорца ди Караваджо; ∞ 1520 за Виоланта Бентивольо (* 1505, † 1550), дъщеря на Алесандро Бентивольо, граф на Маджента и съпругата му Иполита Сфорца, от която има двама сина
- Изабела Сфорца (* 1500, † 1535), ∞ за Франческо Карминати де Бергамини († сл. 1519), граф на Сан Джовани ин Кроче